# Емельяненко, Григорий Ильич
Григорий Ильич Емельяненко (29 ноября 1908 — 4 октября 1945) — советский военачальник, полковник (1943).

## Биография
Родился в селе Купьеваха, ныне Купьевахский сельский совет в Богодуховском районе, Харьковская область, Украина.

## Военная служба
20 октября 1929 года добровольно вступил в РККА и зачислен красноармейцем в 88-й стрелковый полк 30-й стрелковой дивизии УВО в городе Павлоград, по окончании полковой школы служил там же командиром отделения.
С октября 1931 по ноябрь 1934 года учился в Харьковской школе червонных старшин им. ВУЦИК, по окончании назначен командиром взвода в 135-ю пулеметно-стрелковую бригаду этого же округа в город Киев. Член ВКП(б) (1932)
С августа 1937 года командовал взводом в Харьковском училище червонных старшин.
В августе 1938 года назначен командиром роты в Свердловское пехотное училище, но до окончания выпуска оставался в Харьковском училище.
14 января 1941 года Емельяненко назначается помощником начальника отдела боевой подготовки штаба УрВО. Накануне войны на базе войск округа была развернута 22-я армия под командованием генерал-лейтенанта Ф. А. Ершакова, с которой 16 июня капитан Емельяненко убыл в район Идрица — Полоцк.

### Великая Отечественная война
С началом войны армия была включена в состав Группы армий резерва Главного командования, а со 2 июля 1941 года передана Западному фронту и с 9 июля вступила в бои на рубеже Идрица — Дрисса — Витебск.
16 августа 1941 года Емельяненко назначается старшим помощником начальника отдела боевой подготовки армии. В этой должности участвовал с ней в Смоленском сражении в районе Невеля и Великих Лук, на реке Ловать, озере Двинье и под Андреаполем.
В октябре — декабре 1941 года армия в составе войск Калининского фронта участвовала в Калининской оборонительной операции, отражая наступление 9-й немецкой армии из района севернее Ржева на Торжок. В январе — апреле 1942 года её войска вели наступление на ржевско-вяземском направлении (севернее г. Белый).
В мае 1942 года майор Емельяненко был переведен старшим помощником начальника 1-го отделения оперативного отдела штаба армии.
4 сентября 1942 года назначен начальником штаба 380-й стрелковой дивизии, находившейся в это время на пополнении в резерве фронта после выхода из окружения из-под города Белый. В том же месяце она была включена в 39-ю армию и вела успешные наступательные бои по выходе к Волге и захвату плацдарма на северном берегу реки (10-12 км северо-западнее Ржева), затем до конца декабря находилась в обороне на занимаемом участке (с 29 ноября — в составе 30-й армии).
31 декабря 1942 года дивизия убыла в состав 1-й ударной армии Северо-Западного фронта (юго-западнее Демянска), С 19 февраля по 7 марта 1943 года она входила в 53-ю армию и участвовала в Демянской наступательной операции (западнее Демянска). Затем вновь передана 1-й гвардейской армии, а с 12 марта выведена в резерв Ставки ВГК. За боевые отличия в этих операциях подполковник Емельяненко был награждён двумя орденами Красной Звезды и медалью «За боевые заслуги».
В конце апреля 1943 года дивизия убыла на Брянский фронт в состав 63-й армии и сосредоточена западнее города Ефремов, затем с 19 мая передана 3-й армии. В составе последней в июле участвовала в Курской битве, Орловской наступательной операции. Приказом ВГК от 5 августа 1943 года за освобождение города Орел ей было присвоено наименование «Орловская».
С 7 августа 1943 года дивизия находилась в обороне западнее Орла, затем с 8 сентября вошла в подчинение 50-й армии этого же фронта и участвовала с ней в Брянской наступательной операции. 13 октября её части вышли к реке Проня, форсировали её и захватили плацдарм на западном берегу. В дальнейшем они вели здесь бои до лета 1944 года.
С 26 июля 1944 года дивизия перешла в наступление и участвовала в Белорусской, Могилевской и Минской наступательных операциях. В ходе последней полковник Емельяненко был ранен и до 23 ноября находился в госпитале. За умелое руководство штабом дивизии при подготовке и в ходе операций по освобождению Белоруссии он был награждён орденом Суворова 2-й степени. По выздоровлении исполнял должность заместителя командира 380-й стрелковой Орловской Краснознаменной ордена Кутузова дивизии, которая в это время входила в 49-ю армию 2-го Белорусского фронта и находилась в обороне на западном берегу реки Нарев.
С 14 декабря 1944 года вновь вступил в должность начальника штаба этой же дивизии. С 15 января 1945 года она в составе той же армии участвовала в Восточно-Прусской, Млавско-Эльбингской и Восточно-Померанской наступательных операциях, в овладении городами Пуппен, Бабинтен и Данциг. За образцовое выполнение заданий командования в боях при овладении городом и крепостью Данциг дивизия награждена орденом Кутузова 2-й ст. (17.5.1945).
В ходе Берлинской наступательной операции полковник Емельяненко 27 апреля 1945 года был допущен к командованию 42-й стрелковой Смоленской ордена Кутузова дивизией. Её части, переправившись через реку Вест-Одер, обходным манёвром с юга и юго-запада отрезали пути отхода противнику и подошли к городу Пархим. 3 мая 1945 года его гарнизон полностью капитулировал.

### После войны
С 12 мая 1945 года состоял в распоряжении Военного совета 49-й армии, затем был назначен заместителем командира 199-й стрелковой дивизии. 13 сентября переведен на ту же должность в 52-ю гвардейскую стрелковую Рижско-Берлинскую орденов Ленина, Суворова и Кутузова дивизию.
4 октября 1945 года умер от ран, полученных во время автокатастрофы.

## Награды

### СССР
- орден Красного Знамени (14.02.1945)
- орден Суворова II степени (10.04.1945)
- орден Отечественной войны II степени (27.07.1943)
- три ордена Красной Звезды (30.01.1943, 30.03.1943, 03.11.1944)
  - Медали СССР:
  - «За боевые заслуги» (21.02.1942)
  - «За Победу над Германией в Великой Отечественной войне 1941—1945 гг.» (1945)

Приказы (благодарности) Верховного Главнокомандующего в которых отмечен Емельяненко Г. И.
- За овладение главным городом Померании и крупным морским портом Штеттин, а также заняли города Гартц, Пенкун, Казеков, Шведт. 26 апреля 1945 года. № 344
- За овладение городами Пренцлау, Ангермюнде — важными опорными пунктами обороны немцев в Западной Померании. 27 апреля 1945 года. № 348
- За овладение городами Эггезин, Торгелов, Пазевальк, Штрасбург, Темплин — важными опорными пунктами обороны немцев в Западной Померании. 28 апреля 1945 года. № 350
- За овладение городами важными узлами дорог Анклам, Фридланд, Нойбранденбург, Лихен и вступили на территорию провинции Мекленбург. 29 апреля 1945 года. № 351
- За овладение городами Грайфсвальд, Трептов, Нойштрелитц, Фюрстенберг, Гранзее — важными узлами дорог в северо-западной части Померании и в Мекленбурге. 30 апреля 1945 года. № 352
- За овладение городами Штральзунд, Гриммен, Деммин, Мальхин, Варен, Везенберг — важными узлами дорог и сильными опорными пунктами обороны немцев. 1 мая 1945 года. № 354
- За овладение городами Росток, Варнемюнде — крупными портами и важными военно-морскими базами немцев на Балтийском море, а также заняли города Рибнитц, Марлов, Лааге, Тетерев, Миров. 2 мая 1945 года. № 358
- За овладение городами Барт, Бад-Доберан, Нойбуков, Варин, Виттенберге и за соединение на линии Висмар, Виттенберге с союзными нам английскими войсками. 3 мая 1945 года. № 360